# Liste der Nummer-eins-Hits in Tschechien (2013)
Dies ist eine Liste der Nummer-eins-Hits in Tschechien im Jahr 2013. Sie basiert auf den Auswertungen der IFPI ČR, der nationalen Vertretung der tschechischen Musikindustrie. Grundlage sind die Top 50 Prodejní (Verkaufscharts) für Alben. Die Singles basieren auf den Radio Top 100 Oficiální.

## Singles
| ← 2012 ← | Liste der Nummer-eins-Hits in Tschechien (Radio Top 100) | Liste der Nummer-eins-Hits in Tschechien (Radio Top 100) | Liste der Nummer-eins-Hits in Tschechien (Radio Top 100) | 2014 → |
| \| Zeitraum \| Wo. ges. \| Interpret \| Titel Autor(en) \| Zusätzliche Informationen \| \| (Zeitraum, Wochen auf Platz eins, Interpret, Titel, Autor[en], zusätzliche Informationen) \| \| \| \| \| \| ----------------------------------------------------------------------------------------- \| -------- \| ---------------------------------- \| --------------------------------------------------------------------------------------------------------------------------------------------------------------------------------------------------------------------------------------- \| -------------------------------------------------------------------------------------------------------------------------------------------------------------- \| \| 49. Woche 2012 – 5. Woche 2013 9 Wochen \| 9 \| Rihanna \| Diamonds Tor Erik Hermansen, Mikkel Storleer Eriksen, Sia Kate Furler, Benjamin Joseph Levin \| – \| \| 6.–10. Woche 5 Wochen \| 5 \| Lenka \| Everything at Once Lenka Kripac \| Der erste internationale Hit der Australierin The Show kam 2009 auf Platz 35, mit Everything at Once war sie in Tschechien so erfolgreich wie nirgendwo sonst. \| \| 11.–12. Woche 2 Wochen (insgesamt 5) \| 5 \| Taylor Swift \| I Knew You Were Trouble Martin Karl Sandberg, Johan Karl Schuster, Taylor Alison Swift \| – \| \| 13. Woche 1 Woche \| 1 \| Rihanna feat. Mikky Ekko \| Stay Justin Parker, John Stephen Sudduth \| – \| \| 14.–16. Woche 3 Wochen (insgesamt 5) \| 5 \| Taylor Swift \| I Knew You Were Trouble Martin Karl Sandberg, Johan Karl Schuster, Taylor Alison Swift \| – \| \| 17. Woche 1 Woche \| 1 \| Pitbull feat. Christina Aguilera \| Feel This Moment Urales Vargas, Armando Christian Pérez, Magne Furuholmen, Morten Harket, Pål Gamst Waaktaar-Savoy, Nasri Tony Atweh, Adam David Messinger, Chantal Jennifer Kreviazuk, Nolan Joseph Lambroza, Christina Maria Aguilera \| – \| \| 18.–22. Woche 5 Wochen \| 5 \| Pink feat. Nate Ruess \| Just Give Me a Reason Jeffrey Bhasker, Alecia Beth Moore, Nathaniel Joseph Ruess \| – \| \| 23. Woche 1 Woche (insgesamt 2) \| 2 \| James Arthur \| Impossible Arnthor Birgisson, Ina Christine Wroldsen \| – \| \| 24. Woche 1 Woche \| 1 \| Pink feat. Nate Ruess \| Just Give Me a Reason Jeffrey Bhasker, Alecia Beth Moore, Nathaniel Joseph Ruess \| – \| \| 25. Woche 1 Woche \| 1 \| Passenger \| Let Her Go Michael David Rosenberg \| – \| \| 26. Woche 1 Woche (insgesamt 2) \| 2 \| James Arthur \| Impossible Arnthor Birgisson, Ina Christine Wroldsen \| – \| \| 27.–28. Woche 2 Wochen \| 2 \| Calvin Harris feat. Ellie Goulding \| I Need Your Love Adam Richard Wiles, Elena Jane Goulding \| – \| \| 29.–30. Woche 2 Wochen \| 2 \| Khaled \| C’est la vie Nadir Khayat, Björn Mats Johan Djupström, Alexander Dimitrios Papaconstantinou, Achraf Jannusi, Bilal Hajji, Samira Diabi \| – \| \| 31. Woche 1 Woche \| 1 \| Alex Hepburn \| Under Gary Clark, Alexandra Jane Fraser \| – \| \| 32.–35. Woche 4 Wochen (insgesamt 7) \| 7 \| Avicii & Aloe Blacc \| Wake Me Up Egbert Nathaniel Dawkins III, Tim Bergling, Michael Aaron Einziger \| – \| \| 36. Woche 1 Woche \| 1 \| Naughty Boy & Sam Smith \| La La La Al Hakam El Kaubaisy, Jonathan Charles Coffer, Frobisher Solomon Mbabazi, Shahid Khan, Samuel Frederick Smith, James John Napier, James Terence Murray, Mustafa Armando Ibrahim Omer \| – \| \| 37.–39. Woche 3 Wochen (insgesamt 7) \| 7 \| Avicii & Aloe Blacc \| Wake Me Up Egbert Nathaniel Dawkins III, Tim Bergling, Michael Aaron Einziger \| – \| \| 40. Woche 2013 – 2. Woche 2014 15 Wochen \| 15 \| Kryštof & Tomáš Klus \| Cesta Richard Krajčo, Petr Harazin \| – \| |                                                          |                                                          | | |
| ← 2012 |                                                          |                                                          | | → 2014 → |
| Zeitraum | Wo. ges.                                                 | Interpret                                                | Titel Autor(en) | Zusätzliche Informationen |
| (Zeitraum, Wochen auf Platz eins, Interpret, Titel, Autor[en], zusätzliche Informationen) |                                                          |                                                          | | |
| 49. Woche 2012 – 5. Woche 2013 9 Wochen | 9                                                        | Rihanna                                                  | Diamonds Tor Erik Hermansen, Mikkel Storleer Eriksen, Sia Kate Furler, Benjamin Joseph Levin | – |
| 6.–10. Woche 5 Wochen | 5                                                        | Lenka                                                    | Everything at Once Lenka Kripac | Der erste internationale Hit der Australierin The Show kam 2009 auf Platz 35, mit Everything at Once war sie in Tschechien so erfolgreich wie nirgendwo sonst. |
| 11.–12. Woche 2 Wochen (insgesamt 5) | 5                                                        | Taylor Swift                                             | I Knew You Were Trouble Martin Karl Sandberg, Johan Karl Schuster, Taylor Alison Swift | – |
| 13. Woche 1 Woche | 1                                                        | Rihanna feat. Mikky Ekko                                 | Stay Justin Parker, John Stephen Sudduth | – |
| 14.–16. Woche 3 Wochen (insgesamt 5) | 5                                                        | Taylor Swift                                             | I Knew You Were Trouble Martin Karl Sandberg, Johan Karl Schuster, Taylor Alison Swift | – |
| 17. Woche 1 Woche | 1                                                        | Pitbull feat. Christina Aguilera                         | Feel This Moment Urales Vargas, Armando Christian Pérez, Magne Furuholmen, Morten Harket, Pål Gamst Waaktaar-Savoy, Nasri Tony Atweh, Adam David Messinger, Chantal Jennifer Kreviazuk, Nolan Joseph Lambroza, Christina Maria Aguilera | – |
| 18.–22. Woche 5 Wochen | 5                                                        | Pink feat. Nate Ruess                                    | Just Give Me a Reason Jeffrey Bhasker, Alecia Beth Moore, Nathaniel Joseph Ruess | – |
| 23. Woche 1 Woche (insgesamt 2) | 2                                                        | James Arthur                                             | Impossible Arnthor Birgisson, Ina Christine Wroldsen | – |
| 24. Woche 1 Woche | 1                                                        | Pink feat. Nate Ruess                                    | Just Give Me a Reason Jeffrey Bhasker, Alecia Beth Moore, Nathaniel Joseph Ruess | – |
| 25. Woche 1 Woche | 1                                                        | Passenger                                                | Let Her Go Michael David Rosenberg | – |
| 26. Woche 1 Woche (insgesamt 2) | 2                                                        | James Arthur                                             | Impossible Arnthor Birgisson, Ina Christine Wroldsen | – |
| 27.–28. Woche 2 Wochen | 2                                                        | Calvin Harris feat. Ellie Goulding                       | I Need Your Love Adam Richard Wiles, Elena Jane Goulding | – |
| 29.–30. Woche 2 Wochen | 2                                                        | Khaled                                                   | C’est la vie Nadir Khayat, Björn Mats Johan Djupström, Alexander Dimitrios Papaconstantinou, Achraf Jannusi, Bilal Hajji, Samira Diabi                                                                                                  | – |
| 31. Woche 1 Woche | 1                                                        | Alex Hepburn                                             | Under Gary Clark, Alexandra Jane Fraser | – |
| 32.–35. Woche 4 Wochen (insgesamt 7) | 7                                                        | Avicii & Aloe Blacc                                      | Wake Me Up Egbert Nathaniel Dawkins III, Tim Bergling, Michael Aaron Einziger | – |
| 36. Woche 1 Woche | 1                                                        | Naughty Boy & Sam Smith                                  | La La La Al Hakam El Kaubaisy, Jonathan Charles Coffer, Frobisher Solomon Mbabazi, Shahid Khan, Samuel Frederick Smith, James John Napier, James Terence Murray, Mustafa Armando Ibrahim Omer                                           | – |
| 37.–39. Woche 3 Wochen (insgesamt 7) | 7                                                        | Avicii & Aloe Blacc                                      | Wake Me Up Egbert Nathaniel Dawkins III, Tim Bergling, Michael Aaron Einziger | – |
| 40. Woche 2013 – 2. Woche 2014 15 Wochen | 15                                                       | Kryštof & Tomáš Klus                                     | Cesta Richard Krajčo, Petr Harazin | – |

## Alben
| ← 2012 ← | Liste der Nummer-eins-Hits in Tschechien | Liste der Nummer-eins-Hits in Tschechien | Liste der Nummer-eins-Hits in Tschechien | 2014 → |
| \| Zeitraum \| Wo. ges. \| Interpret \| Titel \| Zusätzliche Informationen \| \| (Zeitraum, Wochen auf Platz eins, Interpret, Titel, zusätzliche Informationen) \| \| \| \| \| \| ------------------------------------------------------------------------------ \| -------- \| ------------------------ \| -------------------------------- \| ------------------------------------------------------------------------------------------------------------------------------------------------------------------------------------------------------------------------------------------------------------------------------ \| \| 1.–3. Woche 3 Wochen (insgesamt 15) \| 15 \| Kryštof \| Inzerát \| – \| \| 4. Woche 1 Woche \| 1 \| Karel Gott \| Konec ptačích árií \| Im Zwei-Jahres-Rhythmus das dritte Nummer-eins-Album in Folge für den über die tschechischen Grenzen hinaus beliebten Star aus Prag. \| \| 5. Woche 1 Woche (insgesamt 18) \| 18 \| Jaromír Nohavica \| Tak mě tu máš \| – \| \| 6.–10. Woche 5 Wochen (insgesamt 15) \| 15 \| Kryštof \| Inzerát \| – \| \| 11. Woche 1 Woche \| 1 \| David Bowie \| The Next Day \| – \| \| 12. Woche 1 Woche (insgesamt 15) \| 15 \| Kryštof \| Inzerát \| – \| \| 13.–15. Woche 3 Wochen \| 3 \| Depeche Mode \| Delta Machine \| – \| \| 16. Woche 1 Woche \| 1 \| Divokej Bill \| 15 \| Sieben Jahre nach dem letzten, den Bandnamen tragenden Nummer-eins-Album kehrt die tschechische Folkrockband wieder an die Spitze zurück. \| \| 17. Woche 1 Woche \| 1 \| Aleš Brichta \| Údolí sviní \| – \| \| 18. Woche 1 Woche \| 1 \| Deep Purple \| Now What?! \| – \| \| 19.–20. Woche 2 Wochen \| 2 \| Tři sestry \| Líná hudba holý neštěstí \| – \| \| 21. Woche 1 Woche \| 1 \| Daft Punk \| Random Access Memories \| – \| \| 22. Woche 1 Woche \| 1 \| Zaz \| Recto verso \| – \| \| 23. Woche 1 Woche (insgesamt 11) \| 11 \| Jaromír Nohavica \| Tenkrát / Nostalgie 90.let \| – \| \| 24.–25. Woche 2 Wochen \| 2 \| Black Sabbath \| 13 \| – \| \| 26.–35. Woche 10 Wochen (insgesamt 11) \| 11 \| Jaromír Nohavica \| Tenkrát / Nostalgie 90.let \| – \| \| 36.–37. Woche 2 Wochen (insgesamt 15) \| 15 \| Kryštof \| Inzerát \| – \| \| 38. Woche 1 Woche \| 1 \| Štefan Margita \| Melancholie \| Der international erfolgreiche slowakische Operntenor ist mit seiner Liedersammlung erstmals in den Charts von Tschechien vertreten. \| \| 39. Woche 1 Woche \| 1 \| Richard Müller & Fragile \| Hlasy \| Stimmen heißt das Gesangsalbum und die Tour des slowakischen Sängers mit der A-cappella-Gruppe Fragile, für Müller nach 2010 erneut ein Nummer-eins-Album im Nachbarland. \| \| 40. Woche 1 Woche \| 1 \| Hana Hegerová \| Zlatá kolekce (1957-2010) \| Der dritte Künstler in Folge aus der Slowakei ist eine erfolgreiche Chansonnière, bereits zweimal stand sie seit 2006 in Tschechien auf Platz eins der Albumcharts. \| \| 41. Woche 1 Woche \| 1 \| Kryštof \| Inzerát (Tour-DVD) \| Nachdem schon das Album das erfolgreichste des Jahres war, verkauft sich auch das Livevideo zur Albumtour sehr gut. \| \| 42.–43. Woche 2 Wochen \| 2 \| Divadlo Járy Cimrmana \| Proso \| – \| \| 44.–45. Woche 2 Wochen (insgesamt 9) \| 9 \| Michal Horáček \| Český kalendář \| Mit Ohrožený druh hatte der singende Poet eines der erfolgreichsten Alben der letzten Jahre abgeliefert, fünf Jahre später kehrt er mit einem Soloalbum an die Spitze der tschechischen Charts zurück, zwei weitere Male stand er mit Alben mit Gesangspartner auf Platz eins. \| \| 46. Woche 1 Woche \| 1 \| Karel Gott \| Láska je nádhera (Dotek lásky 2) \| Fortsetzung des Albums Dotek lásky, das im Vorjahr Platz drei erreichte, es ist das dritte Nummer-eins-Album für Karel Gott in der kurzen tschechischen Chartgeschichte nach 2009 und 2011. \| \| 47. Woche 1 Woche (insgesamt 9) \| 9 \| Michal Horáček \| Český kalendář \| – \| \| 48. Woche 1 Woche \| 1 \| One Direction \| Midnight Memories \| – \| \| 49. Woche 2013 – 2. Woche 2014 6 Wochen (insgesamt 9) \| 9 \| Michal Horáček \| Český kalendář \| – \| |                                          |                                          |                                          | |
| ← 2012 |                                          |                                          |                                          | → 2014 → |
| Zeitraum | Wo. ges.                                 | Interpret                                | Titel                                    | Zusätzliche Informationen |
| (Zeitraum, Wochen auf Platz eins, Interpret, Titel, zusätzliche Informationen) |                                          |                                          |                                          | |
| 1.–3. Woche 3 Wochen (insgesamt 15) | 15                                       | Kryštof                                  | Inzerát                                  | – |
| 4. Woche 1 Woche | 1                                        | Karel Gott                               | Konec ptačích árií                       | Im Zwei-Jahres-Rhythmus das dritte Nummer-eins-Album in Folge für den über die tschechischen Grenzen hinaus beliebten Star aus Prag. |
| 5. Woche 1 Woche (insgesamt 18) | 18                                       | Jaromír Nohavica                         | Tak mě tu máš                            | – |
| 6.–10. Woche 5 Wochen (insgesamt 15) | 15                                       | Kryštof                                  | Inzerát                                  | – |
| 11. Woche 1 Woche | 1                                        | David Bowie                              | The Next Day                             | – |
| 12. Woche 1 Woche (insgesamt 15) | 15                                       | Kryštof                                  | Inzerát                                  | – |
| 13.–15. Woche 3 Wochen | 3                                        | Depeche Mode                             | Delta Machine                            | – |
| 16. Woche 1 Woche | 1                                        | Divokej Bill                             | 15                                       | Sieben Jahre nach dem letzten, den Bandnamen tragenden Nummer-eins-Album kehrt die tschechische Folkrockband wieder an die Spitze zurück. |
| 17. Woche 1 Woche | 1                                        | Aleš Brichta                             | Údolí sviní                              | – |
| 18. Woche 1 Woche | 1                                        | Deep Purple                              | Now What?!                               | – |
| 19.–20. Woche 2 Wochen | 2                                        | Tři sestry                               | Líná hudba holý neštěstí                 | – |
| 21. Woche 1 Woche | 1                                        | Daft Punk                                | Random Access Memories                   | – |
| 22. Woche 1 Woche | 1                                        | Zaz                                      | Recto verso                              | – |
| 23. Woche 1 Woche (insgesamt 11) | 11                                       | Jaromír Nohavica                         | Tenkrát / Nostalgie 90.let               | – |
| 24.–25. Woche 2 Wochen | 2                                        | Black Sabbath                            | 13                                       | – |
| 26.–35. Woche 10 Wochen (insgesamt 11) | 11                                       | Jaromír Nohavica                         | Tenkrát / Nostalgie 90.let               | – |
| 36.–37. Woche 2 Wochen (insgesamt 15) | 15                                       | Kryštof                                  | Inzerát                                  | – |
| 38. Woche 1 Woche | 1                                        | Štefan Margita                           | Melancholie                              | Der international erfolgreiche slowakische Operntenor ist mit seiner Liedersammlung erstmals in den Charts von Tschechien vertreten. |
| 39. Woche 1 Woche | 1                                        | Richard Müller & Fragile                 | Hlasy                                    | Stimmen heißt das Gesangsalbum und die Tour des slowakischen Sängers mit der A-cappella-Gruppe Fragile, für Müller nach 2010 erneut ein Nummer-eins-Album im Nachbarland. |
| 40. Woche 1 Woche | 1                                        | Hana Hegerová                            | Zlatá kolekce (1957-2010)                | Der dritte Künstler in Folge aus der Slowakei ist eine erfolgreiche Chansonnière, bereits zweimal stand sie seit 2006 in Tschechien auf Platz eins der Albumcharts. |
| 41. Woche 1 Woche | 1                                        | Kryštof                                  | Inzerát (Tour-DVD)                       | Nachdem schon das Album das erfolgreichste des Jahres war, verkauft sich auch das Livevideo zur Albumtour sehr gut. |
| 42.–43. Woche 2 Wochen | 2                                        | Divadlo Járy Cimrmana                    | Proso                                    | – |
| 44.–45. Woche 2 Wochen (insgesamt 9) | 9                                        | Michal Horáček                           | Český kalendář                           | Mit Ohrožený druh hatte der singende Poet eines der erfolgreichsten Alben der letzten Jahre abgeliefert, fünf Jahre später kehrt er mit einem Soloalbum an die Spitze der tschechischen Charts zurück, zwei weitere Male stand er mit Alben mit Gesangspartner auf Platz eins. |
| 46. Woche 1 Woche | 1                                        | Karel Gott                               | Láska je nádhera (Dotek lásky 2)         | Fortsetzung des Albums Dotek lásky, das im Vorjahr Platz drei erreichte, es ist das dritte Nummer-eins-Album für Karel Gott in der kurzen tschechischen Chartgeschichte nach 2009 und 2011.                                                                                    |
| 47. Woche 1 Woche (insgesamt 9) | 9                                        | Michal Horáček                           | Český kalendář                           | – |
| 48. Woche 1 Woche | 1                                        | One Direction                            | Midnight Memories                        | – |
| 49. Woche 2013 – 2. Woche 2014 6 Wochen (insgesamt 9) | 9                                        | Michal Horáček                           | Český kalendář                           | – |